# Beauvoir-en-Royans
Beauvoir-en-Royans ist eine französische Gemeinde mit 96 Einwohnern (Stand 1. Januar 2022) im Département Isère in der Region Auvergne-Rhône-Alpes; sie gehört zum Arrondissement Grenoble und zum Kanton Le Sud Grésivaudan. Die Gemeinde liegt an der Isère, etwa 50 Kilometer von Grenoble entfernt, das Gemeindegebiet gehört zum Regionalen Naturpark Vercors.

## Geschichte
Die Burg Beauvoir-en-Royans war die Residenz des letzten Dauphin von Viennois vor der Abtretung der Dauphiné an die französische Krone, Humbert II.

## Bevölkerungsentwicklung
| Jahr                       | 1962 | 1968 | 1975 | 1982 | 1990 | 1999 | 2018 |
| -------------------------- | ---- | ---- | ---- | ---- | ---- | ---- | ---- |
| Einwohner                  | 52   | 63   | 43   | 66   | 59   | 70   | 93   |
| Quellen: Cassini und INSEE |      |      |      |      |      |      |      |

## Sehenswürdigkeiten
- Ruinen des Schlosses Humberts II. (13. Jahrhundert, Monument historique)
- Kirche Saint-Jean-Baptiste
- Musée Delphinal

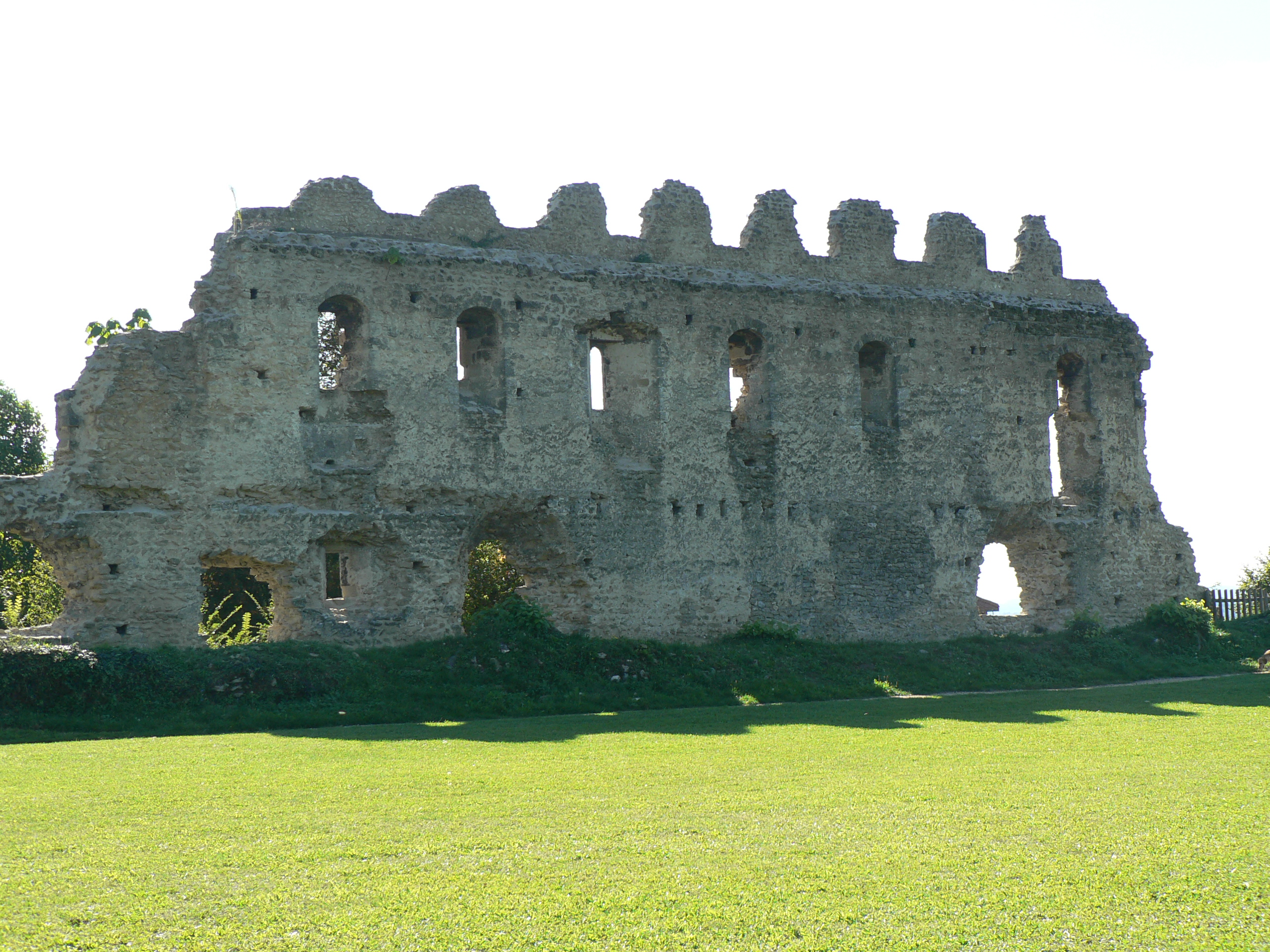
Schlossruine
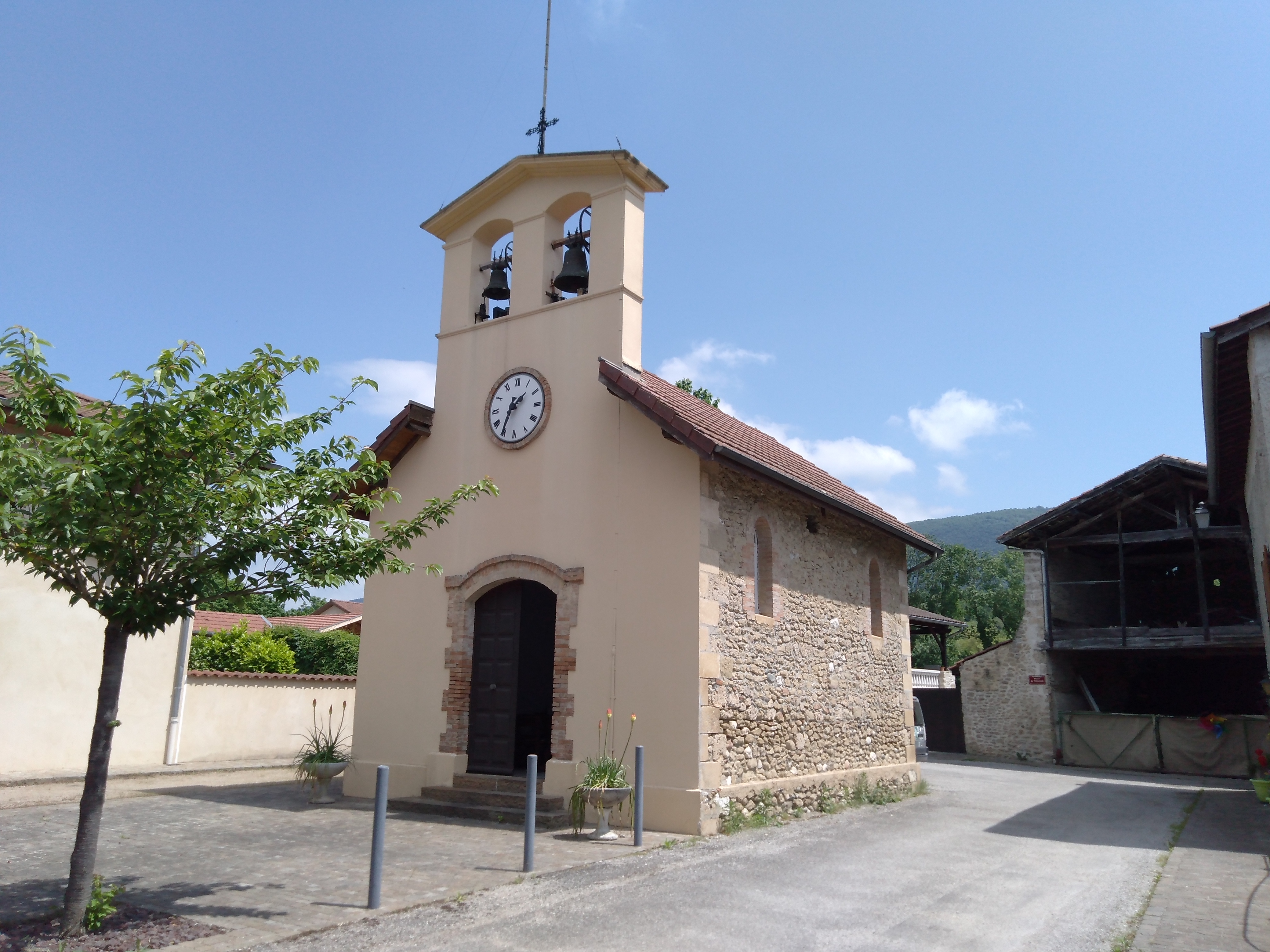
Kirche Saint-Jean-Baptiste